# Adyen
Adyen é uma empresa de pagamentos holandesa que permite que empresas aceitem pagamentos por e-commerce, dispositivos móveis e pontos de venda. Está cotada na Bolsa de Valores Euronext.
A Adyen oferece aos comerciantes serviços online para aceitar pagamentos eletrônicos por métodos de pagamento, incluindo cartões de crédito, pagamentos bancários, como cartões de débito, transferência bancária e transferências bancárias em tempo real com base em serviços bancários online. A plataforma de pagamento online da Adyen se conecta a métodos de pagamento em todo o mundo. Os métodos de pagamento incluem cartões de crédito internacionais, métodos baseados em dinheiro local, como Boleto no Brasil, métodos de banco pela Internet, como iDEAL na Holanda e métodos de pagamento móvel, como Blik na Polônia. A plataforma de tecnologia atua como um gateway de pagamento, provedor de serviços de pagamento e oferece gerenciamento de risco e aquisição local.

## Etimologia
O nome Adyen significa 'começar de novo' em Sranan. Esta é uma referência a este ser o segundo projeto dos fundadores, depois do Bibit.

## História
A Adyen foi fundada em 2006 por uma equipe de profissionais da indústria de pagamentos (a equipe principal de gerenciamento vem de Bibit e trabalha junto há quase doze anos), incluindo Pieter van der Does e Arnout Schuijff, agora CEO e CTO, respectivamente. Com sede em Amsterdã, a empresa emprega cerca de 2.000 pessoas em escritórios em 23 países.
Em 2012, a Adyen começou a se expandir globalmente, abrindo seus escritórios em São Paulo, São Francisco, Paris e Londres. No mesmo ano, obteve a licença de aquisição pan-europeia.
Em 2015, a Adyen atingiu uma avaliação de US $ 2,3 bilhões, tornando-se o sexto maior unicórnio europeu.
Em 2016, obteve licença de aquisição no Brasil por meio de patrocínio do BIN. No mesmo ano, a Adyen ficou em 10º lugar na lista Forbes Cloud 100.
Em 2017, a Adyen ficou em 5º lugar na lista Forbes Cloud 100.
Em abril de 2017, a empresa obteve uma licença bancária europeia, o que lhe confere o estatuto de banco adquirente. No mesmo ano, obteve licenças de aquisição em Cingapura, Hong Kong, Austrália e Nova Zelândia.
Em 24 de maio de 2018, a empresa anunciou que tornará a empresa pública listando ações publicamente em Amsterdã. O IPO ocorreu em 13 de junho de 2018.
Em 2019, a Adyen abriu novos escritórios em Tóquio e Mumbai e expandiu sua oferta de pagamento na África. No mesmo ano, lançou a Adyen Issuing, uma empresa de emissão de cartões virtuais e físicos para complementar os serviços de pagamentos aos estabelecimentos.
Em 2020, um ano desafiador em todo o mundo devido à pandemia COVID-19, a empresa se beneficiou de uma digitalização acelerada do comércio eletrônico global no segmento de varejo on-line, que compensou os volumes decrescentes de viagens nas empresas. Além disso, no mesmo ano, lançou dispositivos POS móveis Android em todo o mundo. Além disso, abriu um novo escritório em Dubai, ampliando sua oferta no Oriente Médio.

## Crescimento
A empresa é lucrativa desde 2011. Seus ganhos aumentaram de $ 46 milhões em 2015 para $ 87 milhões em 2016.
Sua receita bruta cresceu 99% em 2016, para US $ 727 milhões.
Em dezembro de 2014, a empresa anunciou uma rodada de financiamento de US$ 250 milhões liderada pela empresa de growth equity General Atlantic, junto com os investidores existentes Temasek Holdings, Index Ventures e Felicis Ventures.
Em 2016, a empresa viu o volume de transações aumentar para $ 90 bilhões, acima dos $ 50 bilhões em 2015.
Em 2017, a Adyen atingiu um marco ao ultrapassar os 100 bilhões de euros em volume processado.
Em 31 de janeiro de 2018, o eBay anunciou que havia assinado um contrato com a Adyen para se tornar seu principal parceiro de processamento de pagamentos. A transição para a intermediação total de pagamentos levará vários anos. O eBay começará a intermediação em pequena escala na América do Norte a partir do segundo semestre de 2018, expandindo em 2019 nos termos do acordo operacional com o PayPal. Em 2021, o eBay espera ter transferido a maioria de seus clientes do mercado para a Adyen.
Em 2019, o negócio processou um total de EUR 240 bilhões, um aumento de 51% ano a ano, e alcançou uma receita líquida de EUR 497 milhões.
Em 2020, durante a pandemia COVID-19, processou um total de 303 bilhões de euros, um aumento de 27% ano a ano, com uma receita líquida de 684 milhões de euros, um aumento de 28% ano a ano.